# 카디
카디 (Qadi, Qazi, Kazi, Kadi, 아랍어: قاضي)는 샤리아의 재판관으로서 이슬람 종교법에 정통한 자를 말한다. 이슬람교에서는 종교법에 관련한 재판관과 속세 즉, 일반적인 사건에 대한 재판관이 달리 존재하기 때문에 카디는 이슬람에 관련한 판결을 내리는 사람이다. 카디의 판단은 반드시 이슬람 학자들의 입장을 대변할 수 있어야 한다.

## 역사적 배경
카디라는 용어는 예언자 무함마드 대부터 나타난 것으로 이슬람 역사상 재판관을 뜻하는 용어로 계속 존재했다. 카디는 법과 규칙에 기초한 판단을 내리는 가장 핵심적인 요소로 존재해 왔으며 따라서 율법에 정통해야 한다는 것은 따로 밝힐 필요가 없을 정도로 중요했다.
아바스 왕조 대에 카디의 사무실이라고 볼 수 있는 알 카닷(Al qadat)이 생겨났다. 초기에 가장 널리 알려져 명성을 얻었던 사람으로는 아부 유수프가 있다.
카디는 칼리파 중심 사회에서 계속적으로 중요한 위치를 차지했으며 모든 지역의 카디를 별도로 지정해 평화와 율법이 공존하도록 조치했다.
인도 무슬림 제국의 통치자들 또한 카지라고 부르는 카디를 별도로 만들었으며 행정, 사법적 통제권을 주어 마을에 두었다. 인도에서 카지는 모든 시민에 관련한 기록을 담당하는 사람이기도 했으며 법적 제재를 위해 적은 수의 군대를 확보할 수도 있었다.

## 종교적 역할
이슬람 세계에서 샤리아가 절대적인 법적 기준이 아닌 터키 등지에서도 카디라는 용어는 재판관을 뜻하는 용어로 쓰인다. 그러나 사우디아라비아와 같이 샤리아가 절대적인 권력을 미치는 경우 카디의 권력은 강제적으로 집행되는 것이다.
카디는 모든 사법적 문제에 관여할 수 있었으며 파키스탄의 경우 보통 법정과 샤리아 법정이 구분되 있었으므로 샤리에 법에 해당하는 재판관이 샤리아 법에 해당할 경우에만 카디라고 불렀다. 일부 국가에서는 서구화의 영향으로 카디라는 지위가 서서히 사라져가 폐지되기도 했다. 그러나 최근에는 다시 부활하는 조짐이 일어나 북부 나이지리아에서도 나타나고 있다. 나이지리아에서는 중벌을 처할 때 반드시 무프티의 승인을 받아 이슬람 율법과 호응하는지 파악하도록 했다.
터키에서는 카티가 새로운 정부가 들어서면 새로 지명되며 일 반 민사 재판의 경우에도 카디가 대체토록 하는 방법이 존재한다. 오스만 제국 당시 카디는 시의 행정적 업무에 총체적인 영향을 미쳤으며 이를 돕는 여러 사람들도 존재했다.

## 같이 보기
- 이븐 바투타